# Verein für Bewegungsspiele Friedrichshafen 2020-2021
Questa voce raccoglie le informazioni riguardanti il Verein für Bewegungsspiele Friedrichshafen nelle competizioni ufficiali della stagione 2020-2021.

## Organigramma societario
Area direttiva
- Presidente: Thilo Späth-Westerholt

Area tecnica
- Allenatore: Michael Warm
- Allenatore in seconda: Ronny Linke, Thomas Ranner
- Scoutman: Radomir Vemić

Area sanitaria
- Medico: Patrick Frei, Johann Kees
- Fisioterapista: Kathrin Mägdefrau

## Rosa
| N° | Nome              | Ruolo | Data di nascita   | Nazionalità sportiva |
| -- | ----------------- | ----- | ----------------- | -------------------- |
| 1  | Joseph Worsley    | P     | 16 giugno 1997    | Stati Uniti          |
| 2  | Avery Aylsworth   | L     | 18 ottobre 1996   | Stati Uniti          |
| 3  | Linus Engelmann   | L     | 1º febbraio 2002  | Germania             |
| 4  | Nehemiah Mote     | C     | 21 giugno 1993    | Australia            |
| 6  | Martti Juhkami    | S     | 6 giugno 1988     | Estonia              |
| 7  | Rareş Bălean      | S     | 8 luglio 1997     | Romania              |
| 8  | Arno van de Velde | C     | 30 dicembre 1995  | Belgio               |
| 9  | Dejan Vinčić      | P     | 15 settembre 1986 | Slovenia             |
| 10 | Ben-Simon Bonin   | S     | 3 gennaio 2003    | Germania             |
| 12 | Linus Weber       | O     | 1º novembre 1999  | Germania             |
| 11 | Marcus Böhme      | C     | 25 agosto 1985    | Germania             |
| 13 | Markus Steuerwald | L     | 7 marzo 1989      | Germania             |
| 14 | Lukas Maase       | C     | 28 agosto 1998    | Germania             |
| 15 | David Fiel        | C     | 28 marzo 1993     | Cuba                 |
| 16 | Nicolas Maréchal  | S     | 4 marzo 1987      | Francia              |

## Statistiche

### Statistiche di squadra
| Competizione      | Punti | In casa | In casa | In casa | In trasferta | In trasferta | In trasferta | Totale | Totale | Totale |
| Competizione      | Punti | G       | V       | P       | G            | V            | P            | G      | V      | P      |
| ----------------- | ----- | ------- | ------- | ------- | ------------ | ------------ | ------------ | ------ | ------ | ------ |
| 1. Bundesliga     | 54    | 15      | 13      | 2       | 13           | 10           | 3            | 28     | 23     | 5      |
| Coppa di Germania | -     | 1       | 0       | 1       | 1            | 1            | 0            | 2      | 1      | 1      |
| Champions League  | 6     | 0       | 0       | 0       | 0            | 0            | 0            | 3      | 2      | 1      |
| Totale            | -     | 16      | 13      | 3       | 14           | 11           | 3            | 33     | 26     | 7      |

G = partite giocate; V = partite vinte; P = partite perse

### Statistiche dei giocatori
| Giocatore       | 1. Bundesliga | 1. Bundesliga | 1. Bundesliga | 1. Bundesliga | 1. Bundesliga | Coppa di Germania | Coppa di Germania | Coppa di Germania | Coppa di Germania | Coppa di Germania | Champions League | Champions League | Champions League | Champions League | Champions League | Totale | Totale | Totale | Totale | Totale |
| Giocatore       | P             | PT            | AV            | MV            | BV            | P                 | PT                | AV                | MV                | BV                | P                | PT               | AV               | MV               | BV               | P      | PT     | AV     | MV     | BV     |
| --------------- | ------------- | ------------- | ------------- | ------------- | ------------- | ----------------- | ----------------- | ----------------- | ----------------- | ----------------- | ---------------- | ---------------- | ---------------- | ---------------- | ---------------- | ------ | ------ | ------ | ------ | ------ |
| A. Aylsworth    | 14            | 0             | 0             | 0             | 0             | 0                 | 0                 | 0                 | 0                 | 0                 | 1                | 0                | 0                | 0                | 0                | 15     | 0      | 0      | 0      | 0      |
| R. Bălean       | 22            | 175           | 150           | 13            | 12            | 1                 | 9                 | 6                 | 2                 | 1                 | 2                | 4                | 3                | 0                | 1                | 25     | 188    | 159    | 15     | 14     |
| M. Böhme        | 17            | 108           | 79            | 25            | 4             | 2                 | 17                | 15                | 2                 | 0                 | 3                | 13               | 8                | 5                | 0                | 22     | 138    | 102    | 32     | 4      |
| B. Bonin        | 9             | 24            | 18            | 6             | 0             | 0                 | 0                 | 0                 | 0                 | 0                 | 0                | 0                | 0                | 0                | 0                | 9      | 24     | 18     | 6      | 0      |
| L. Engelmann    | 0             | 0             | 0             | 0             | 0             | 0                 | 0                 | 0                 | 0                 | 0                 | -                | -                | -                | -                | -                | 0      | 0      | 0      | 0      | 0      |
| D. Fiel         | 17            | 122           | 76            | 33            | 11            | 1                 | 7                 | 5                 | 2                 | 0                 | 3                | 6                | 5                | 1                | 0                | 21     | 135    | 86     | 36     | 11     |
| M. Juhkami      | 22            | 233           | 186           | 33            | 14            | 2                 | 29                | 27                | 1                 | 1                 | 3                | 37               | 28               | 6                | 3                | 27     | 299    | 241    | 40     | 18     |
| L. Maase        | 21            | 141           | 21            | 17            | 4             | 1                 | 0                 | 0                 | 0                 | 0                 | 0                | 0                | 0                | 0                | 0                | 22     | 141    | 21     | 17     | 4      |
| N. Maréchal     | 23            | 214           | 170           | 15            | 29            | 2                 | 17                | 13                | 2                 | 2                 | 3                | 25               | 19               | 2                | 4                | 28     | 256    | 202    | 19     | 35     |
| N. Mote         | 21            | 162           | 109           | 44            | 9             | 1                 | 10                | 5                 | 5                 | 0                 | 3                | 5                | 5                | 0                | 0                | 25     | 177    | 119    | 49     | 9      |
| M. Steuerwald   | 22            | 0             | 0             | 0             | 0             | 2                 | 0                 | 0                 | 0                 | 0                 | 3                | 0                | 0                | 0                | 0                | 27     | 0      | 0      | 0      | 0      |
| A. van de Velde | 23            | 84            | 65            | 16            | 3             | 2                 | 3                 | 2                 | 1                 | 0                 | 3                | 2                | 1                | 1                | 0                | 28     | 89     | 68     | 18     | 3      |
| D. Vinčić       | 22            | 45            | 27            | 15            | 3             | 2                 | 9                 | 6                 | 6                 | 0                 | 3                | 5                | 4                | 1                | 0                | 27     | 59     | 37     | 22     | 3      |
| L. Weber        | 24            | 440           | 374           | 41            | 25            | 2                 | 40                | 35                | 0                 | 5                 | 3                | 52               | 43               | 7                | 2                | 29     | 532    | 452    | 48     | 32     |
| J. Worsley      | 26            | 22            | 6             | 9             | 7             | 2                 | 0                 | 0                 | 0                 | 0                 | 3                | 0                | 0                | 0                | 0                | 31     | 22     | 6      | 9      | 7      |

P = presenze; PT = punti totali; AV = attacchi vincenti; MV = muri vincenti; BV = battute vincenti